# استیو اسکالیس
استیو اسکالیس (به انگلیسی: Steve Scalise) نمایندهٔ حوزه انتخابیه اول لوئیزیانا از حزب جمهوری‌خواه ایالات متحده آمریکا در مجلس نمایندگان ایالات متحده آمریکا و ویپ اکثریت مجلس است که برای نخستین‌بار در ۳ مه ۲۰۰۸ میلادی به‌عضویت این مجلس درآمد.
استیو اسکالیس روز چهارشنبه ۱۴ ژوئن ۲۰۱۷ به همراه دستیارانش در جریان تمرین بیسبال در ایالت ویرجینیا هدف یک تیراندازی قرار گرفت و مجروح شد.